# Skanderborg Produktionsskole
Skanderborg Produktionsskole er en produktionsskole i Skanderborg. Der undervises ved hjælp af praktisk arbejde på diverse værksteder. Herunder træ/snedkerværksted, metalværksted, multimediaværksted (edb), filmværksted, systue, køkken og teater.

## Ekstern henvisning
- Skanderborg Produktionsskole Arkiveret 10. september 2006 hos  Wayback Machine

|  | Denne artikel om en bygning eller et bygningsværk kan blive bedre, hvis der indsættes et (bedre) billede. Du kan hjælpe ved at afsøge Wikimedia Commons for et passende billede eller lægge et op på Wikimedia Commons med en af de tilladte licenser og indsætte det i artiklen. |

|  | Denne artikel kan blive bedre, hvis der indsættes geografiske koordinater Denne artikel omhandler et emne, som har en geografisk lokation. Du kan hjælpe ved at indsætte koordinater i wikidata. |